# Norgesmesterskapet 2008
La Norgesmesterskapet 2008 di calcio fu la 103ª edizione della manifestazione. Iniziò il 10 maggio e si concluse il 9 novembre 2008 con la finale all'Ullevaal Stadion, vinta dal Vålerenga per quattro a uno sullo Stabæk. La squadra detentrice era il Lillestrøm Sportsklubb. La squadra vincitrice partecipò alla Superfinalen 2009 contro i vincitori della Tippeligaen dello Stabæk ed ebbe diritto all'accesso al terzo turno di qualificazione all'Europa League 2009-2010.

## Formula
La competizione fu interamente ad eliminazione diretta. Tutti i turni si svolsero in gara unica, con eventuali tempi supplementari e calci di rigore.

## Calendario

### Primo turno
|                   | Risultato   |                  | Data                |
| ----------------- | ----------- | ---------------- | ------------------- |
| Østsiden          | 1-2 (d.t.s) | Pors Grenland    | 10 maggio ore 18.00 |
| Drøbak/Frogn      | 0-2         | Korsvoll         | 10 maggio ore 18.00 |
| Lørenskog         | 2-0         | Skjetten         | 10 maggio ore 18.00 |
| Ullensaker/Kisa   | 1-0         | Strømmen         | 10 maggio ore 18.00 |
| Mjøndalen         | 0-1         | Asker            | 10 maggio ore 18.00 |
| Ørn-Horten        | 0-5         | Vålerenga        | 10 maggio ore 18.00 |
| Tønsberg          | 4-2         | Modum            | 10 maggio ore 18.00 |
| Mandalskameratene | 3-2         | Vard Haugesund   | 10 maggio ore 18.00 |
| Stavanger         | 3-1         | Randaberg        | 10 maggio ore 18.00 |
| Follese           | 1-3         | Åsane            | 10 maggio ore 18.00 |
| Fana              | 2-0         | Fyllingen        | 10 maggio ore 18.00 |
| Elnesvågen        | 0-6         | Molde            | 10 maggio ore 18.00 |
| Strindheim        | 1-4         | Steinkjer        | 10 maggio ore 18.00 |
| Namsos            | 1-2         | Levanger         | 10 maggio ore 18.00 |
| Tromsdalen        | 6-2         | Lofoten          | 10 maggio ore 18.00 |
| Harstad           | 1-6         | Lyn Oslo         | 12 maggio ore 16.00 |
| Kvik Halden       | 0-2         | Moss             | 12 maggio ore 18.00 |
| Borgar            | 0-3         | Sarpsborg Sparta | 12 maggio ore 18.00 |
| Mysen             | 1-6         | Fredrikstad      | 12 maggio ore 18.00 |
| KFUM Oslo         | 2-1         | Kjelsås          | 12 maggio ore 18.00 |
| Bøler             | 1-3         | Sprint-Jeløy     | 12 maggio ore 18.00 |
| Groruddalen       | 1-4         | Manglerud Star   | 12 maggio ore 18.00 |
| Grorud            | 0-3         | Follo            | 12 maggio ore 18.00 |
| Frigg             | 2-3         | Notodden         | 12 maggio ore 18.00 |
| Ullern            | 1-4         | Hønefoss         | 12 maggio ore 18.00 |
| Øvrevoll Hosle    | 2-7         | Strømsgodset     | 12 maggio ore 18.00 |
| Vollen            | 2-6         | Skeid            | 12 maggio ore 18.00 |
| Sander            | 0-2         | HamKam           | 12 maggio ore 18.00 |
| Brumunddal        | 2-4         | Eidsvold Turn    | 12 maggio ore 18.00 |
| Lillehammer       | 1-2         | Nybergsund       | 12 maggio ore 18.00 |
| Gjøvik-Lyn        | 0-3         | Kongsvinger      | 12 maggio ore 18.00 |
| Toten             | 0-2         | Valdres          | 12 maggio ore 18.00 |
| Solberg           | 0-3         | Raufoss          | 12 maggio ore 18.00 |
| Vestfossen        | 0-14        | Stabæk           | 12 maggio ore 18.00 |
| Sandar            | 1-3         | Lillestrøm       | 12 maggio ore 18.00 |
| Fram Larvik       | 2-0         | Bærum            | 12 maggio ore 18.00 |
| Skarphedin        | 1-5         | Odd Grenland     | 12 maggio ore 18.00 |
| Trauma            | 0-6         | Vindbjart        | 12 maggio ore 18.00 |
| FK Arendal        | 1-6         | Flekkerøy        | 12 maggio ore 18.00 |
| Søgne             | 0-2         | Start            | 12 maggio ore 18.00 |
| Vidar             | 0-3         | Viking           | 12 maggio ore 18.00 |
| Nord              | 0-4         | Bryne            | 12 maggio ore 18.00 |
| Åkra              | 0-4         | Sandnes Ulf      | 12 maggio ore 18.00 |
| Kopervik          | 2-4         | Ålgård           | 12 maggio ore 18.00 |
| Stord             | 1-3         | Haugesund        | 12 maggio ore 18.00 |
| Loddefjord        | 1-4         | Brann            | 12 maggio ore 18.00 |
| Austevoll         | 5-2         | Nest-Sotra       | 12 maggio ore 18.00 |
| Sandviken         | 0-4         | Os               | 12 maggio ore 18.00 |
| Voss              | 0-3         | Løv-Ham          | 12 maggio ore 18.00 |
| Førde             | 1-3         | Aalesund         | 12 maggio ore 18.00 |
| Tornado Måløy     | 0-3         | Sogndal          | 12 maggio ore 18.00 |
| Langevåg          | 0-6         | Skarbøvik        | 12 maggio ore 18.00 |
| Valder            | 2-4         | Hødd             | 12 maggio ore 18.00 |
| Averøykameratene  | 1-2         | Kristiansund BK  | 12 maggio ore 18.00 |
| Tynset            | 0-11        | Rosenborg        | 12 maggio ore 18.00 |
| Nardo             | 2-0         | KIL/Hemne        | 12 maggio ore 18.00 |
| NTNUI             | 2-1         | Byåsen           | 12 maggio ore 18.00 |
| Charlottenlund    | 2-3         | Ranheim          | 12 maggio ore 18.00 |
| Stålkameratene    | 0-3         | Mo               | 12 maggio ore 18.00 |
| Mjølner           | 0-3         | Bodø/Glimt       | 12 maggio ore 18.00 |
| Senja             | 3-4         | Skarp            | 12 maggio ore 18.00 |
| Skjervøy          | 0-2         | Tromsø           | 12 maggio ore 18.00 |
| Bossekop          | 0-2         | Alta             | 12 maggio ore 18.00 |

### Secondo turno
|                 | Risultato   |                   | Data               |
| --------------- | ----------- | ----------------- | ------------------ |
| Vindbjart       | 0-4         | Odd Grenland      | 3 giugno ore 18.00 |
| Skeid           | 2-3         | Fredrikstad       | 3 giugno ore 18.00 |
| Sprint-Jeløy    | 0-6         | Moss              | 4 giugno ore 18.00 |
| KFUM Oslo       | 0-3         | Strømsgodset      | 4 giugno ore 18.00 |
| Manglerud Star  | 2-1         | Nybergsund        | 4 giugno ore 18.00 |
| Korsvoll        | 1-3         | Lyn Oslo          | 4 giugno ore 18.00 |
| Kongsvinger     | 4-2         | Lørenskog         | 4 giugno ore 18.00 |
| Sandefjord      | 4-0         | Mandalskameratene | 4 giugno ore 18.00 |
| Fram Larvik     | 0-2         | Stabæk            | 4 giugno ore 18.00 |
| Pors Grenland   | 6-3         | Hønefoss          | 4 giugno ore 18.00 |
| Start           | 2-1         | Tønsberg          | 4 giugno ore 18.00 |
| Flekkerøy       | 1-3         | Bryne             | 4 giugno ore 18.00 |
| Ålgård          | 2-3         | Sandnes Ulf       | 4 giugno ore 18.00 |
| Stavanger       | 0-2         | Viking            | 4 giugno ore 18.00 |
| Os              | 0-4         | Haugesund         | 4 giugno ore 18.00 |
| Åsane           | 4-5 (d.t.s) | Aalesund          | 4 giugno ore 18.00 |
| Hødd            | 4-1         | NTNUI             | 4 giugno ore 18.00 |
| Skarbøvik       | 1-6         | Sogndal           | 4 giugno ore 18.00 |
| Ranheim         | 8-0         | Nardo             | 4 giugno ore 18.00 |
| Steinkjer       | 3-5         | Molde             | 4 giugno ore 18.00 |
| Alta            | 6-2         | Tromsdalen        | 4 giugno ore 18.00 |
| Asker           | 1-0         | Notodden          | 4 giugno ore 18.00 |
| Follo           | 0-2         | Sarpsborg Sparta  | 5 giugno ore 18.00 |
| Eidsvold Turn   | 1-0         | Lillestrøm        | 5 giugno ore 18.00 |
| Løv-Ham         | 4-0         | Fana              | 5 giugno ore 18.00 |
| Levanger        | 0-4         | Ullensaker/Kisa   | 5 giugno ore 18.00 |
| Mo              | 0-3         | Bodø/Glimt        | 5 giugno ore 18.00 |
| Skarp           | 2-5         | Tromsø            | 5 giugno ore 18.00 |
| Kristiansund BK | 5-2         | Rosenborg         | 7 giugno ore 14.00 |
| Austevoll       | 2-3         | Brann             | 7 giugno ore 16.00 |
| Raufoss         | 1-4         | Vålerenga         | 8 giugno ore 14.00 |
| Valdres         | 2-1         | HamKam            | 8 giugno ore 16.00 |

### Terzo turno
|                  | Risultato |                 | Data                |
| ---------------- | --------- | --------------- | ------------------- |
| Brann            | 3-1       | Valdres         | 1º luglio ore 18.00 |
| Ranheim          | 0-3       | Tromsø          | 1º luglio ore 18.00 |
| Moss             | 2-3       | Start           | 2 luglio ore 18.00  |
| Lyn Oslo         | 4-0       | Asker           | 2 luglio ore 18.00  |
| Stabæk           | 5-0       | Manglerud Star  | 2 luglio ore 18.00  |
| Strømsgodset     | 5-2       | Pors Grenland   | 2 luglio ore 18.00  |
| Odd Grenland     | 2-0       | Sandefjord      | 2 luglio ore 18.00  |
| Bryne            | 1-4       | Løv-Ham         | 2 luglio ore 18.00  |
| Viking           | 3-0       | Eidsvold Turn   | 2 luglio ore 18.00  |
| Haugesund        | 3-2       | Sandnes Ulf     | 2 luglio ore 18.00  |
| Sogndal          | 3-0       | Kongsvinger     | 2 luglio ore 18.00  |
| Molde            | 2-1       | Kristiansund BK | 2 luglio ore 18.00  |
| Bodø/Glimt       | 3-1       | Alta            | 2 luglio ore 18.00  |
| Sarpsborg Sparta | 2-3       | Vålerenga       | 3 luglio ore 18.00  |
| Ullensaker/Kisa  | 0-1       | Fredrikstad     | 3 luglio ore 18.00  |
| Hødd             | 1-2       | Aalesund        | 3 luglio ore 18.00  |

### Quarto turno
|              | Risultato |              | Data                |
| ------------ | --------- | ------------ | ------------------- |
| Molde        | 8-0       | Brann        | 23 luglio ore 19.00 |
| Tromsø       | 0-2       | Vålerenga    | 24 luglio ore 19.00 |
| Fredrikstad  | 5-2       | Løv-Ham      | 30 luglio ore 18.00 |
| Sogndal      | 1-3       | Stabæk       | 30 luglio ore 18.00 |
| Start        | 2-3       | Odd Grenland | 30 luglio ore 18.00 |
| Bodø/Glimt   | 3-1       | Haugesund    | 30 luglio ore 18.00 |
| Aalesund     | 1-4       | Lyn Oslo     | 30 luglio ore 18.00 |
| Strømsgodset | 3-2       | Viking       | 6 agosto ore 18.00  |

### Quarti di finale
|              | Risultato    |              | Data                |
| ------------ | ------------ | ------------ | ------------------- |
| Lyn Oslo     | 1-3          | Molde        | 15 agosto ore 19.00 |
| Odd Grenland | 7-6 (d.c.r.) | Fredrikstad  | 16 agosto ore 19.00 |
| Vålerenga    | 3-1          | Bodø/Glimt   | 17 agosto ore 16.00 |
| Stabæk       | 4-1          | Strømsgodset | 17 agosto ore 19.00 |

### Semifinali
|           | Risultato |              | Data                   |
| --------- | --------- | ------------ | ---------------------- |
| Stabæk    | 3-0       | Molde        | 24 settembre ore 19.00 |
| Vålerenga | 2-1       | Odd Grenland | 25 settembre ore 19.00 |

### Finale
| Arbitro: | Svein Oddvar Moen |

|               |           |                                                                   |
| Andersson 71’ | Marcatori | 31’ Abdellaoue 51’ Fredheim Holm 55’ Abdellaoue 71’ Fredheim Holm |

| Stabæk | Vålerenga |

#### Formazioni
| Stabæk (4-4-1-1) |    |                        |     |
|                  |    |                        |     |
| POR              | 1  | Jon Knudsen            |     |
| TD               | 9  | Christian Keller       | 75’ |
| DC               | 15 | Morten Skjønsberg (C)  |     |
| DC               | 2  | Niklas Sandberg        |     |
| TS               | 3  | Jon Inge Høiland       | 89’ |
| CLD              | 19 | Johan Andersson        |     |
| CEN              | 7  | Henning Hauger         |     |
| CEN              | 17 | Pontus Farnerud        |     |
| CLS              | 25 | Alanzinho              |     |
| TRQ              | 10 | Veigar Páll Gunnarsson | 86’ |
| ATT              | 11 | Daniel Nannskog        |     |
| A disposizione:  |    |                        |     |
| POR              | 22 | Iven Austbø            |     |
| DIF              | 4  | Mike Kjølø             |     |
| DIF              | 6  | Tom Stenvoll           | 89’ |
| CEN              | 13 | Pálmi Rafn Pálmason    | 86’ |
| ATT              | 14 | Ola Kamara             |     |
| CEN              | 23 | Vegar Eggen Hedenstad  |     |
| DIF              | 26 | Bjørnar Holmvik        | 75’ |
| Allenatore:      |    |                        |     |
| Jan Jönsson      |    |                        |     |

| Vålerenga (4-4-1-1) |    |                          |  |         |
|                     |    |                          |  |         |
| POR                 | 1  | Troy Perkins             |  | 90’     |
| TD                  | 6  | Freddy dos Santos        |  |         |
| DC                  | 4  | André Muri               |  |         |
| DC                  | 24 | Kjetil Wæhler            |  | 84’ 64’ |
| TS                  | 3  | Allan Jepsen             |  |         |
| CLD                 | 10 | Lars Iver Strand         |  |         |
| CEN                 | 8  | Martin Andresen          |  | 77’     |
| CEN                 | 23 | Kristofer Hæstad         |  |         |
| CLS                 | 11 | Morten Berre             |  | 87’ 54’ |
| TRQ                 | 7  | Daniel Fredheim Holm (C) |  |         |
| ATT                 | 25 | Mohammed Abdellaoue      |  |         |
| A disposizione      |    |                          |  |         |
| POR                 | 30 | Øyvind Bolthof           |  | 90’     |
| DIF                 | 5  | Erik Hagen               |  | 84’     |
| DIF                 | 13 | Jarl André Storbæk       |  |         |
| ATT                 | 14 | Bengt Sæternes           |  |         |
| ATT                 | 21 | Luton Shelton            |  |         |
| CEN                 | 26 | Bojan Zajić              |  |         |
| CEN                 | 28 | Harmeet Singh            |  | 87’     |
| Allenatore:         |    |                          |  |         |
| Martin Andresen     |    |                          |  |         |